# Группа Лимы
Группа Лимы (исп. Grupo de Lima) — наднациональная организация, созданная с целью разрешения политического кризиса в Венесуэле. 
Была основана 8 августа 2017 года в перуанском городе Лима, по которому и получила своё название.

## Страны-участницы
В состав группы вошла большая часть стран Южной и Центральной Америки, а также Канада и Сент-Люсия.
Уругвай, Барбадос, Гренада, Ямайка, а также США и Европейский союз высказали поддержку организации, не становясь при этом её членами.
Позднее, Аргентина и Сент-Люсия покинули ряды данной контактной группы.